# دار تاكر
دار تاكر (بالإنجليزية: Dar Tucker)‏ مواليد 11 أبريل 1988 في ساغيناو، هو لاعب كرة سلة أمريكي أردني. بدأ مسيرته الاحترافية في سنة 2009. يلعب في دوري كرة السلة الوطني الأرجنتيني. يحمل الرقم 13. يبلغ طوله 6 قدم 4 بوصة (1.9 م). لعب كرة السلة الجامعية في جامعة دي بول.

## المسيرة الاحترافية
لعب مع لوس أنجلوس ديفيندرز في موسم 2009–2010، ثم لعب مع كانتون شارج في موسم 2010–2011، ثم لعب مع نادي المنامة في سنة 2015.

## روابط خارجية
- دار تاكر على موقع الاتحاد الدولي لكرة السلة (الإنجليزية)
- دار تاكر على موقع كرة السلة الأوروبية.كوم (الإنجليزية)
- دار تاكر على موقع كلية كرة السلة في سبورتس رفرنس.كوم (الإنجليزية)
- دار تاكر على موقع ريلجم (الإنجليزية)
- دار تاكر على موقع بروبوليرز (الإنجليزية)
- دار تاكر على موقع سبورتس رفرنس (الإنجليزية)
- دار تاكر على موقع سبورتس رفرنس (الإنجليزية)